# هايكي أهو
هايكي أهو (بالفنلندية: Heikki Aho)‏ هو لاعب كرة قدم فنلندي في مركز الدفاع، ولد في 16 مارس 1983 في Muurame ‏ في فنلندا. لعب مع تامبيري يونايتد.

## وصلات خارجية
- هايكي أهو على موقع قاعدة بيانات كرة القدم.إي يو (الإنجليزية)
- هايكي أهو على موقع Soccerway.com (الإنجليزية)